# Деббинс, Питер
Питер Рафаэль Дзибински Деббинс (англ. Peter Raphael Dzibinski Debbins, родился в 1975 году в Миннесоте) — капитан Армии США, осуждённый в мае 2021 года за шпионаж в пользу России. По данным обвинительного заключения и по собственному признанию он в течение 15 лет (1996—2011) работал на ГРУ РФ.

## Биография

### Служба в Армии США и работа
Уроженец Миннесоты. Окончил университет Миннесоты в 1997 году, позже проживал в штате Виргиния, в городе Гэйнсвилл (север штата). Проходил обучение в Корпусе подготовки офицеров запаса во время учёбы в университете Миннесоты. Службу в Армии США проходил с июля 1998 года, начиная службу как лейтенант войск химзащиты и закончив как капитан «зелёных беретов». Проходил службу в Южной Корее (1998—1999, лейтенант 4-й роты химзащиты), штате Луизиана (1999—2001, лейтенант 7-й роты химзащиты), Германии (2003, капитан 1-го батальона 10-й группы сил специального назначения), Грузии и Азербайджане (2004—2005).
В отставку Деббинс вышел в 2005 году после того, как его заподозрили в «нарушении безопасности» и отстранили от командования подразделением «зелёных беретов» в Азербайджане, приостановив его допуск (возобновлён в 2010 году с предупреждением о риске быть завербованными иностранными спецслужбами). До 2010 года он числился офицером запаса, работал в Миннесоте на украинскую металлургическую компанию и на транспортную фирму. Позже Деббинс преподавал в Академии военной разведки в Форт-Миде. В 2015 году окончил Институт мировой политики, в котором читал лекции о кибербезопасности и неоднократно критически высказывался «о попытках России подорвать международный порядок». По данным Института, Деббинс имел 20-летний опыт и знания во множестве областей, занимал пост кибер-аналитика при правительстве США и был инструктором по кибероперациям (программа Cyber Intelligence Initiative), работая в 2017—2020 годах в Европейском командовании США (EUCOM) и НАТО инструктором по региональным исследованиям и гибридным войнам.
Также Деббинс работал подрядчиком компаний оборонной промышленности CACI, Booz Allen Hamilton и CoSolutions (предприятия, специализирующиеся на кибербезопасности). Некоторое время проживал в Великобритании на базе Олконбери британских ВВС, а также в городах Хантингдон и Сент-Ниотс (графство Кембриджшир). По данным Министерства юстиции США, Деббинс тесно общался с сотрудниками президентской администрации Трампа.

### Семья
Мать — русская, родилась в СССР; по словам Питера, она была угнана немцами во время Великой Отечественной войны на принудительные работы, работала бухгалтером в концлагере. В 2018 году он говорил, что у него есть 10 приёмных и 7 родных братьев и сестёр. Деббинс говорил, что его братья владеют французским, испанским и немецким языками. Он неоднократно бывал в России, о которой хотел узнать подробнее; при этом он как владеющий русским языком никогда не направлялся в Афганистан или Ирак, а нёс службу в Германии, на Балканах и Кавказе. В 1996 году в Челябинске познакомился со своей будущей супругой — дочерью офицера ВС Российской Федерации. Их свадьба состоялась в ноябре 1997 года; в июле 2010 года его супруга получила американское гражданство. О сотрудничестве мужа со спецслужбами супруга ничего не знала.

### Сотрудничество с ГРУ
По данным американского следствия, в 1994 году 19-летний Деббинс впервые посетил Россию. В 1996 году он приехал в Челябинск, где проживал по туристической студенческой программе. Там он в декабре встретился с сотрудником СВР из Самары: знакомым он говорил, что виделся с профессором университета. По некоторым данным, Деббинс пошёл на сотрудничество из идеологических соображений, выражая своё несогласие с американской внешней политикой и желая освободить Россию от «деспотического и репрессивного правительства». В октябре 1997 года состоялась его повторная встреча с сотрудниками СВР, после которой он официально начал с ними сотрудничать. От разведки он получил псевдоним «Икар Лесников».
Следствие выяснило и сам Деббинс признал, что Деббинс работал на российскую разведку с 1996 по 2011 годы. Его служба началась с задания выяснить имена четырёх монахинь в местной католической церкви, а позже от него потребовали собрать данные о «зелёных беретах» и их участии в вооружённых конфликтах. В 2008 году Деббинс передал российской разведке конфиденциальную информацию о своей службе во время пребывания «Зелёных беретов» в Азербайджане и Грузии, а также назвал имена своих сослуживцев (потенциальных кандидатов для вербовки со стороны СВР или ГРУ) и двух офицеров контрразведки США, пытавшихся перевербовать Деббинса. В январе 2011 года отправил электронное письмо некоему российскому бизнесмену, связанному с разведслужбами, что было последним контактом Деббинса с русскими кураторами. За время службы в рядах «зелёных беретов» он имел доступ к секретной и совершенно секретной информации.
В частности, Деббинс посещал Россию в 1995, 1996—1997, 1997—1998, 1999, 2000, 2003, 2008 и 2010 годах. В качестве вознаграждения в 2000 году он получил 1000 долларов, от которых изначально отказывался, считая идеологические соображения более важными по сравнению с материальным вознаграждением. В 2003 году ему подарили бутылку коньяка и российскую военную форму. В обмен на передачу в 2008 году конфиденциальных данных о личном составе «зелёных беретов» он попросил своих кураторов помочь ему открыть бизнес в России.

### Арест и суд
В 2019 году Деббинс обратился к сенатору Майклу Раундзу с просьбой продлить ему допуск безопасности, и в отношении Деббинса начали расследование, вскрыв некоторые факты, которые намекали на его возможное сотрудничество с российской разведкой. Изначально в его лондонском доме провели обыск, однако самого Деббинса не арестовали. 21 августа 2020 года Деббинс был официально арестован по обвинению в передаче российской стороне секретных сведений о национальной обороне США.
Арест состоялся при участии сотрудников полевого офиса в Миннеаполисе, армейской контрразведки, столичной полиции Лондона и агентуры MI5. Уголовное дело против Деббинса возбудили через четыре дня после возбуждения аналогичного дела в адрес сотрудника ЦРУ Александра Юк Чинг Ма, задержанного по обвинению в шпионаже в пользу КНР. За подобные действия по законодательству США предусматривается пожизненное лишение свободы. 27 августа суд отказался освобождать из под-стражи арестованного, заявив, что Деббинс обладает секретной информацией, раскрытие которой иностранному правительству может нанести ущерб в отношении США.
18 ноября 2020 года Деббинс признался в сотрудничестве с СВР. Его арест был продлён до 21 февраля 2021 года: за шпионаж законодательством США предусмотрено наказание вплоть до пожизненного лишения свободы. На суде адвокат Деббинса строил линию защиты на утверждении, что российские агенты шантажировали Деббинса, угрожая разоблачить его гомосексуальность, проявившуюся в то время, когда еще действовал закон «не спрашивай, не говори», разрешавший геям служить в Армии США в случае, если те будут скрывать свою ориентацию. Сторона обвинения заявила, что во время следствия Деббинс не рассказывал об этом ФБР. В ходе слушаний Деббинс принес своебразное извинение, в которых он подчеркнул, как он стал жертвой ГРУ и сказал, что подвергает себя опасности возмездия со стороны ГРУ за признание в своей работе на российскую разведку. Деббинс добавил: «ГРУ не угрожает; они сдерживают обещания».
14 мая 2021 окружной судья Клод Хилтон приговорил Деббинса к 15 годам и 8 месяцам тюремного заключения.